# Gunnar Öhrström

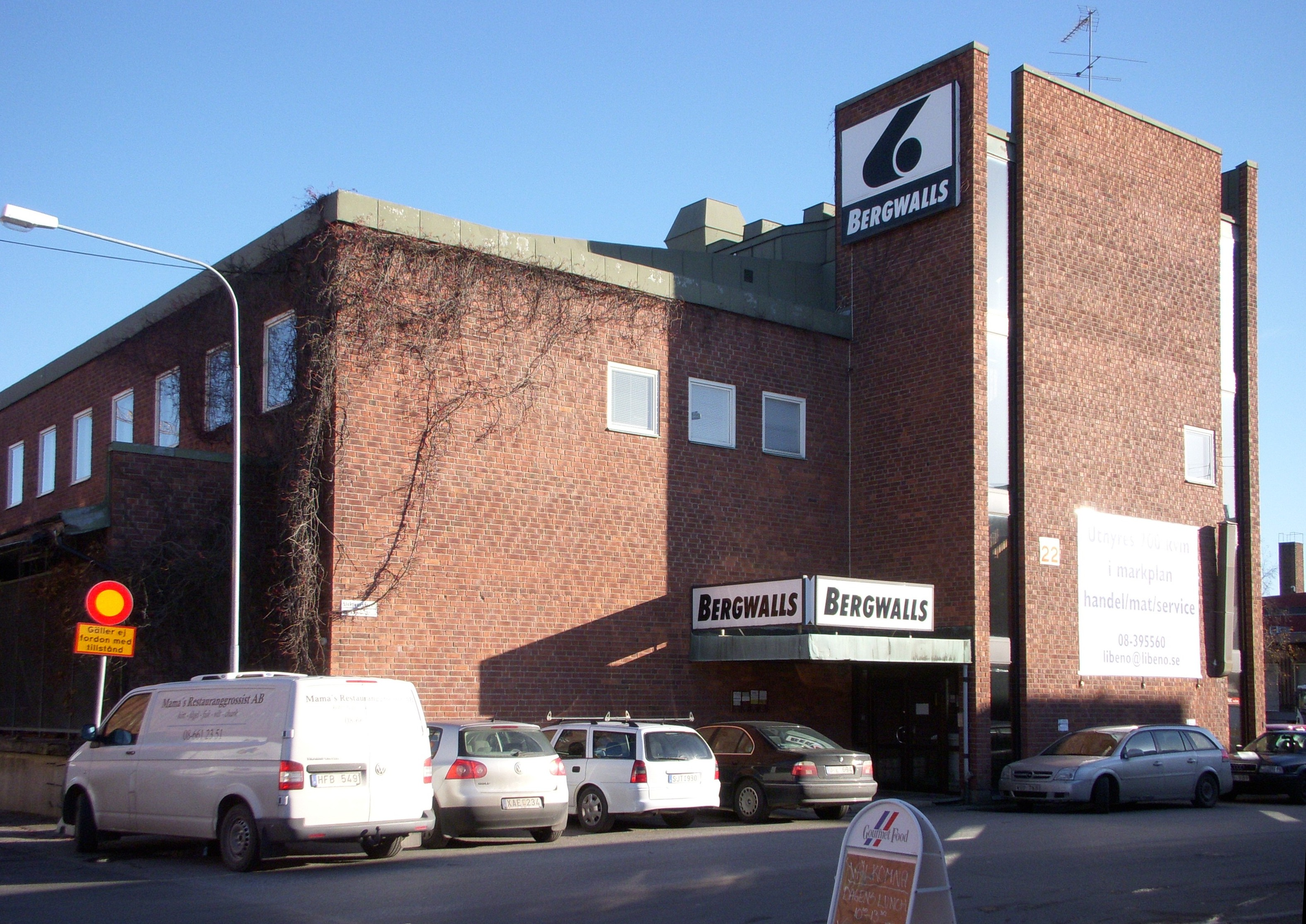
Svenska ägghandelsförbundets byggnad.

Nils Gunnar Öhrström, född 10 juli 1930 i Östersund, död 15 november 2016 i Lidingö, var en svensk arkitekt. 
Öhrström, som var son till filosofie licentiat Nils Öhrström och Greta Widmark, avlade studentexamen 1949 och utexaminerades från Kungliga Tekniska högskolan 1953. Han anställdes hos Landsbygdens byggnadsförening 1957, blev intendent vid Byggnadsstyrelsen 1960 och bedrev egen arkitektverksamhet 1953–1956 och från 1961. Han ritade bland annat Svenska ägghandelsförbundets byggnad på Slakthusområdet i Enskede (1959).